# Brian Froud (actor)
Brian Froud (nacío el 1 de diciembre de 1973 en Hamilton, Ontario, Canadá) es un actor de voz y comediante canadiense, más conocido por sus papeles como Harold y Sam en Drama Total, Beezy J. atroz en Jimmy Two-Shoes, y Lynch Webber en El Castigado.

## Roles
- Isla del Drama  como Harold (2007-2008)
- Luz, Drama, Acción  como Harold (2009-2010, papel principal)
- Jimmy Two-Shoes  como Beezy J. Heinous (2009-2012, papel principal)
- Skatoony  como Harold (2010, actor invitado)
- Beyblade: Metal Fusion  como Reiji
- Los Peleadores de la Batalla Bakugan  como Hawktor
- Secuaces  como El Maestro de Ceremonias/El Puerco Espín
- Drama Total Gira Mundial  como Harold (2011)
- El Castigado  como Lynch Webber (2011-presente, principal antagonista)
- Drama Total: la Venganza de la Isla como Sam (2012)
- Beyraiderz Shogun  como Flame/Kaiser
- Drama Total Todos Estrellas  como Sam, El Loco Asesino (2013)
- Grojband  como T'ORB, Grapa, Jammy, Salvaje Fred (2013-presente, recurrente)
- Campamento Lakebottom  como Fleabiscuit (2013, actor invitado)